# Académie de philatélie
L’Académie de philatélie est une association philatélique française créée en 1928. Ses membres se donnent pour but la promotion de la philatélie et des études philatéliques. Assez indépendante, elle n'est pas membre de la Fédération française des associations philatéliques (FFAP).
Le siège de l'Académie se trouve au Musée de la Poste, rue de Vaugirard à Paris, pour l'ouverture duquel l'Académie a milité. La bibliothèque du Musée de la Poste a été constituée à partir du fonds de l'Académie et est accessible librement au public.
L’emblème de l'Académie est la Cérès dessinée par Jacques-Jean Barre.

## Histoire
Le 25 mai 1928, Gaston Tournier, le rédacteur en chef du Messager Philatélique, lance le projet d'une académie composée de philatélistes aux compétences reconnues. Les lecteurs sont invités à voter pour les 25 membres fondateurs par référendum, sans liste préétablie.
Le 19 décembre 1928 a lieu la séance inaugurale de l'Académie de philatélie. Les 25 élus établissent les règles d'élection des académiciens : les membres titulaires, de nationalité française, sont au nombre de 40 et nommés par cooptation. 30 membres étrangers sont aussi créés. Par la suite, est créé le statut de membre correspondant qui devient obligatoire pour pouvoir prétendre à la titularisation. Les membres sont nommés à vie, mais peuvent se retirer s'ils estiment ne pas avoir le temps de participer aux activités de l'Académie. Pour eux, a été établi un statut de membre honoraire.
Militer pour la création d'un musée postal et aider à constituer ses collections et sa bibliothèque, a été un des principaux actes publics de l'Académie.

## Activités
L'Académie de philatélie se réunit pour des conférences philatéliques et marcophiles privées. Elle organise régulièrement des conférences publiques lors d'expositions philatéliques.
Depuis 1959, ses membres publient une revue trimestrielle, les Documents philatéliques. En 1968, le premier tome d'une Encyclopédie du timbre-poste est paru, suivi par un second tome sous forme de fascicules.
Chaque année, si un participant le mérite, l'Académie remet des prix à des philatélistes non membres de l'institution :
- le prix littéraire (remis à partir de 1930) récompense le meilleur ouvrage philatélique de l'année,
- le prix philatélique (remis à partir de 2001) récompense la meilleure exposition philatélique du concours national lors du congrès de la FFAP,
- le prix internet (remis à partir de 2001) récompense le meilleur site internet consacré à la philatélie. Il a été remis jusqu'à présent une seule fois à Robert Désert pour son site sur les bureaux français de l'Empire ottoman.

## Hommage
En 1978, un timbre sur timbre a été émis en France pour le 50e anniversaire de l'Académie. Il représente la Semeuse de Roty et la Cérès de Barre. Il a été dessiné par Charles Bridoux et gravé par Claude Haley,.